# Décembre 1824
Cette page présente les faits marquants du mois de décembre 1824.

## Événements

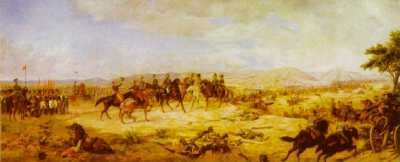
9 décembre : bataille d'Ayacucho

- 2 décembre, France : mise à la retraite, le jour anniversaire d’Austerlitz, des officiers généraux ayant le maximum d’ancienneté dans leur grade, presque tous d’anciens soldats de l’Empire. Cette maladresse soulève des remous dans les milieux militaires.

- 3 décembre : Élection présidentielle américaine de 1824 : le candidat sans étiquette John Quincy Adams obtient un mandat de président des États-Unis.
  - L'élection présidentielle américaine de 1824 marqua la fin de l'ère des bons sentiments, entamée en 1800 par l'élection de Thomas Jefferson, et qui fut marqué par une vie politique relativement apaisée, totalement dominée par le Parti Démocrate-Républicain. Elle se solda par l'élection de John Quincy Adams à la Présidence, après un scrutin qui vit l'unique parti national alors constitué, le Parti républicain-démocrate, se diviser en quatre factions rivales soutenant chacune un candidat différent. Elle eut pour conséquence l'explosion du parti, avec la naissance du Parti Démocrate et du Parti national républicain, futur Parti Whig.

- 9 décembre : le général Antonio José de Sucre, lieutenant de Bolivar, obtient l'indépendance définitive du Pérou en défaisant l'armée espagnole à la bataille d'Ayacucho.

## Naissances
- 11 décembre : Pepete (José Dámaso Rodríguez y Rodríguez), matador espagnol († 20 avril 1862).
- 14 décembre : Pierre Puvis de Chavannes, peintre français.
- 22 décembre : Francesco Brioschi (mort en 1897), mathématicien italien.
- 25 décembre : Thomas McIlwraith, homme d'affaires et ornithologue canadien d'origine écossaise († 1903).

## Décès
- 9 décembre : Anne-Louis Girodet, peintre français (° 5 janvier 1767).
- 21 décembre : James Parkinson (né en 1755), médecin, géologue et paléontologue anglais.
- 24 décembre : Pushmataha, chef amérindien (° 1764).
- 25 décembre :Barbara Juliane de Vietinghoff, baronne de Krüdener, femme de lettres mystique russe d’origine livonienne (° 1764).